# Pseudomyrmosa
Pseudomyrmosa Suárez, 1980 — род ос-немок из подсемейства Kudakrumiinae.

## Распространение
Палеарктика,  в Европе 1 вид. Для СССР указывалось около 3 видов из Средней Азии и Закавказья. 

## Описание
Как правило, мелкие пушистые осы (3-5 мм). Внутренний край мандибул самок с 2 предвершинными зубцами. Задние углы груди закруглённые. 1-й тергит брюшка со слабыми боковыми отростками. Брюшко самцов чёрное или бурое без светлых пятен на 2-м тергите, а из мандибулы 3-зубые. Глаза в коротких волосках. Лобные кили не развиты. Стридуляционный аппарат развит слабо. Второй сегмент брюшка без опушенных бороздок на боках тергита и стернита. Глазки у самок не развиты. Коготки самок без зубцов.
Самка осы пробирается в чужое гнездо и откладывает яйца на личинок хозяина, которыми кормятся их собственные личинки

## Систематика
5 видов.  
- Pseudomyrmosa kashgarica Lelej, 1981
- Pseudomyrmosa minuta (F. Morawitz, 1894) — Европа (Россия), Кавказ, Азия
- Pseudomyrmosa schlettereri (Morawitz, 1890)
- Pseudomyrmosa sogdiana Suárez, 1981